# Mas del Ciurana (Falset)
El Mas del Ciurana és un monument del municipi de Falset (Priorat) protegit com a bé cultural d'interès local.

## Descripció
Conjunt format per tres edificis, un corresponent als masovers i sense interès arquitectònic i els altres dos als propietaris, un dels quals convé destacar. Es tracta d'un edifici de planta formada per un cos central de planta quadrada, amb cobertes a diferents nivells i quatre vessants i lluerna central amb coberta piramidal. Bastit de carreu i maçoneria amb elements d'obra, en estil neogòtic, la construcció, inacabada, presenta un claustre fragmentat i altres elements escultòrics d'interès. L'interior està sòbriament decorat.

## Història
Enric Ciurana bastí el mas que duu el seu nom com un element atípic de la comarca, en un estil neogòtic, prenent com a model alguns edifici que, a principis del segle xx, eren enderrocats per a obrir la dita Gran Via "A" o la via Laietana de Barcelona. Utilitzà el seu propi disseny i es feu portar pedra de Montjuïc per a la construcció, en viatges ininterromputs de carros. Sense poder acabar l'obra, queda pendent tot el bloc de migdia, que hauria d'haver estat ocupat per la biblioteca i la sala de música.